# Спасс-Помазкино
Спасс-Помазкино — деревня в Волоколамском городском округе Московской области России. Расположена на реке Фроловке (бассейн Иваньковского водохранилища) примерно в 11 км к северо-западу от центра города Волоколамска. Ближайшие населённые пункты — деревни Гусево, Захарьино и село Ильинское.

## Население
| 1852 | 1859 | 1926 | 2002 | 2006 | 2010 | 2013 | 2014 |
| ---- | ---- | ---- | ---- | ---- | ---- | ---- | ---- |
| 676  | ↘653 | ↘555 | ↘15  | ↘7   | ↗9   | ↗21  | →21  |
| 2015 | 2016 |      |      |      |      |      |      |
| →21  | →21  |      |      |      |      |      |      |

## Исторические сведения
В духовной грамоте 1500—1525 гг. упоминается церковь Спаса в Криворотове, в разъезжей грамоте 1554 года — село Спасское Криворотово. Позже на противоположном правом берегу появляется деревня Помаскино. При Генеральном межевании XVIII века были село Спаское и деревня Помаскина. Начиная с 1950-х годов используется общее название Спас-Помазкино.
В «Списке населённых мест» 1862 года Спас — владельческое село 2-го стана Волоколамского уезда Московской губернии по левую сторону Старицко-Зубцовского тракта от города Волоколамска до села Ярополча, в 11 верстах от уездного города, при речке Каменке, с 43 дворами, православной церковью и 358 жителями (175 мужчин, 183 женщины); Помаскино — владельческая деревня в 11 верстах от уездного города, при речке Каменке, с 41 двором и 295 жителями (142 мужчины, 153 женщины).
По данным на 1890 год входили в состав Яропольской волости Волоколамского уезда. В селе Спасском располагались квартира полицейского урядника и земское училище, число душ мужского пола составляло 167 человек (141 человек — в Помазкино).
В 1913 году — 58 дворов, земское училище и чайная лавка в селе Спас, 47 дворов — в деревне Помазкино.
По материалам Всесоюзной переписи населения 1926 года Спасское — центр сельсовета, проживало 262 жителя (113 мужчин, 149 женщин), насчитывалось 63 хозяйства, имелась школа; Помазкино — село Спасского сельсовета, проживало 293 жителя (128 мужчин, 165 женщин), велось 51 крестьянское хозяйство.
С 1929 года — населённые пункты в составе Волоколамского района Московской области. До 2019 года относился к Ярополецкому сельскому поселению, до реформы 2006 года — к Ильино-Ярополецкому сельскому округу.